# Oveng
Pour les articles homonymes, voir Oveng (homonymie).
Oveng est une commune du Cameroun située dans la région du Sud et le département du Dja-et-Lobo. La limite sud de la commune est constituée par la frontière entre le Cameroun et le Gabon.

## Géographie
La localité de Oveng est située sur la route nationale 17B à 94 km au sud du chef-lieu départemental Sangmélima. La commune est limitrophe de deux communes du Dja-et-Lobo au nord et à l'est. Au sud, la rivière Kom affluent du fleuve Ntem marque la frontière avec le Gabon.
|         | Meyomessi |       |
| Mvangan | Oveng     | Djoum |
|         | Haut-Ntem |       |

## Histoire
La commune est créée en 1995 par démembrement de la commune de Djoum en trois entités: Djoum, Mintom et Oveng.

## Population
Le district d'Oveng affiche une population de 2 874 habitants en 1963. Lors du recensement de 2005, la commune comptait 6 007 habitants, dont 639 pour Oveng proprement dit. La population communale relevée par le plan communal de développement lors de la collecte de 2011 atteint 7 309 habitants.
| 1963  | 2005  | 2011  |
| ----- | ----- | ----- |
| 2 874 | 6 007 | 7 309 |

## Chefferie traditionnelle
L'arrondissement de Oveng compte une chefferie traditionnelle de 2e degré :
- 745 : Canton Fang Sud

## Villages et campements

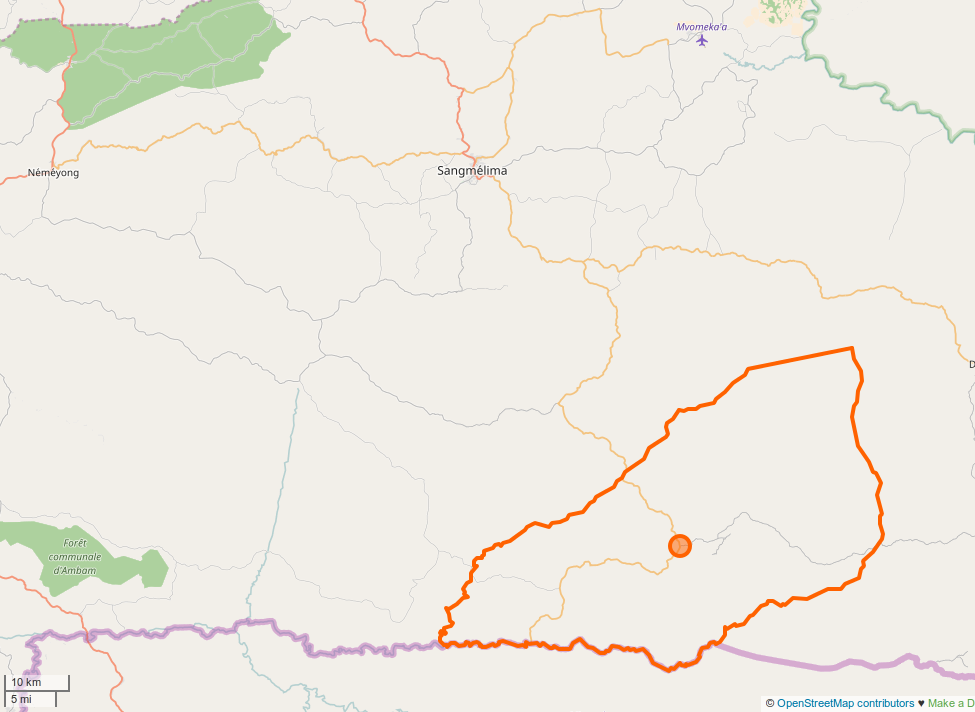

Outre le chef-lieu, la commune s'étend sur 25 villages dont 10 associés à une communauté Baka, et un campement Baka :
- Abek
- Aboulou
- Adjap
- Akoabas
- Akom
- Andoung
- Anyoungom
- Bifot
- Bikougou
- Bityé
- Ebomane
- Ekowong
- Endone
- Essam
- Essamenkou
- Mebang
- Mebassa
- Medjeng
- Meko'o
- Mvam
- Mvam
- Ndja
- Ngoudjeng
- Ngwassa
- Nkono
- Onon

## Cultes
Le village est le siège de la paroisse catholique Saint-Jean-l'Évangéliste d'Oveng-Fang, fondée en 1971, rattachée à la zone épiscopale de Djoum du diocèse de Sangmélima.

## Environnement
La commune située dans l'écorégion des forêts humides du bassin occidental du Congo, compte deux aires protégées :
- Parc national de Kom (67 838 ha)
- Sanctuaire sauvage de gorilles de Mengamé, créé en 2008 (27 723 ha).

## Galérie

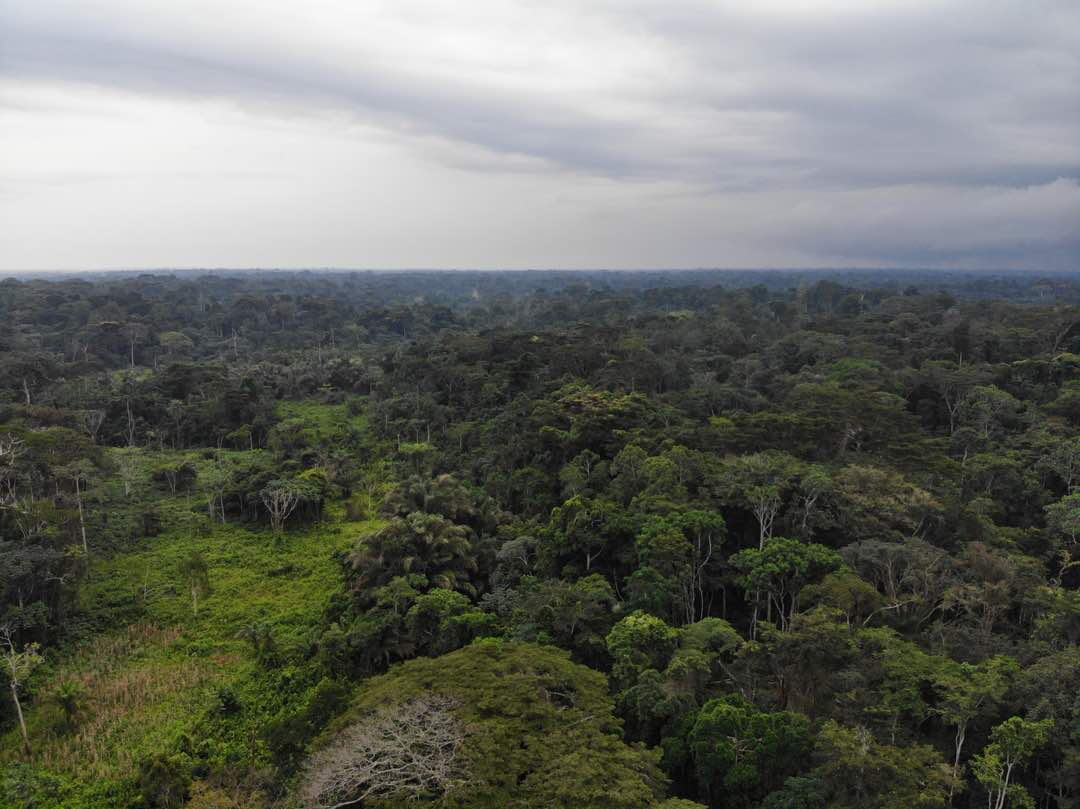
Forêt d'Oveng
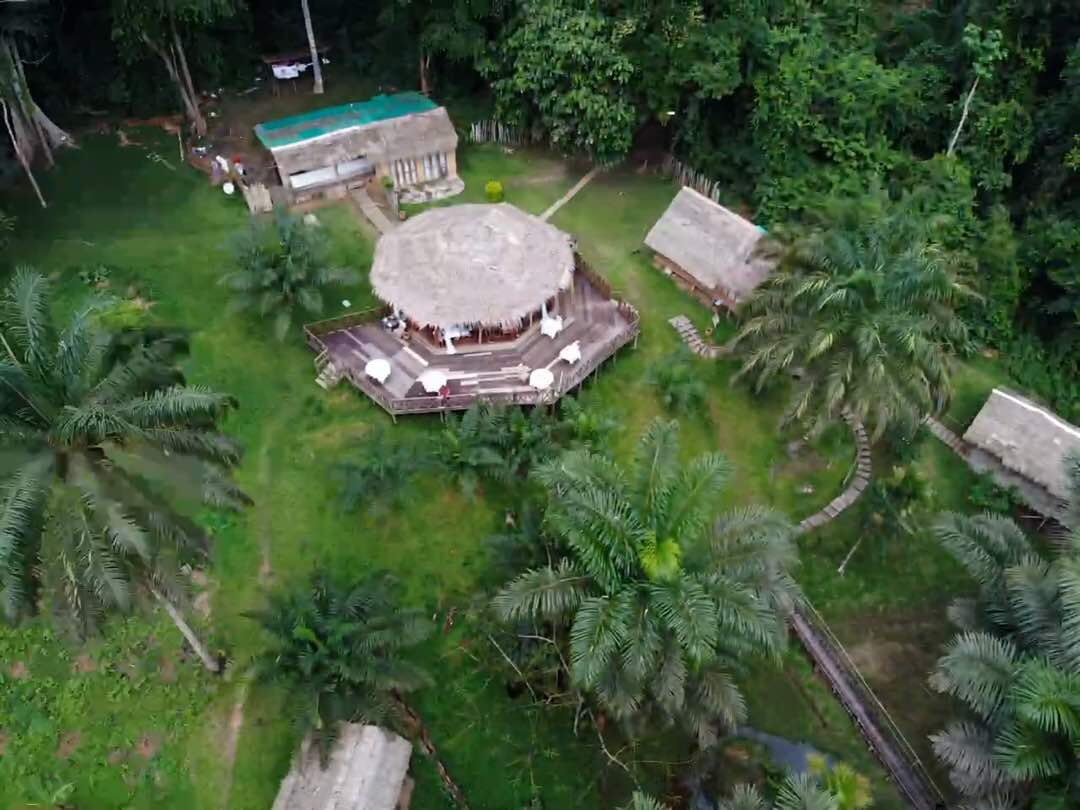
Lodge aménagé dans la forêt
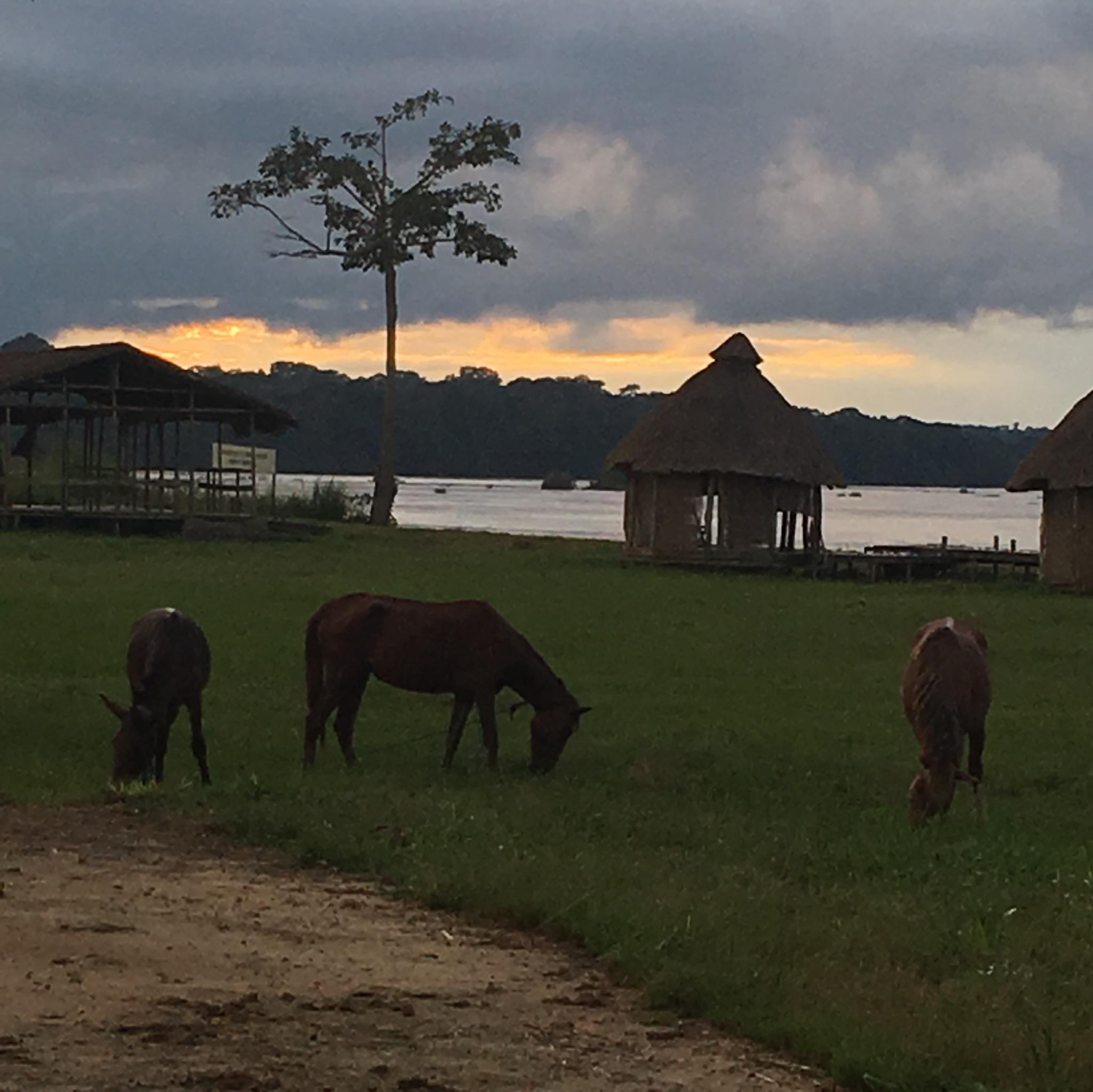
Chevaux broutant de l'herbe
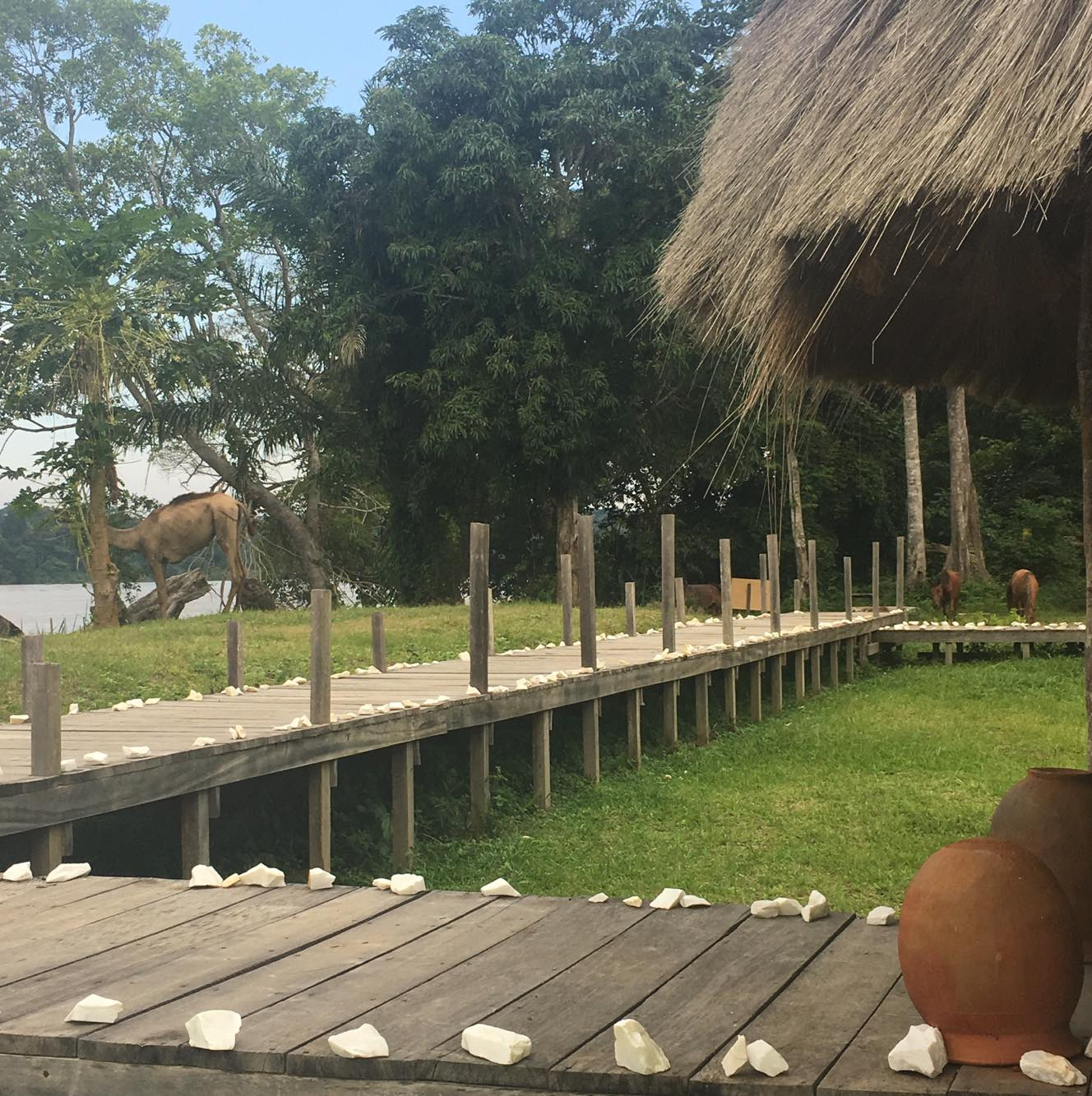
Chevaux en Forêt
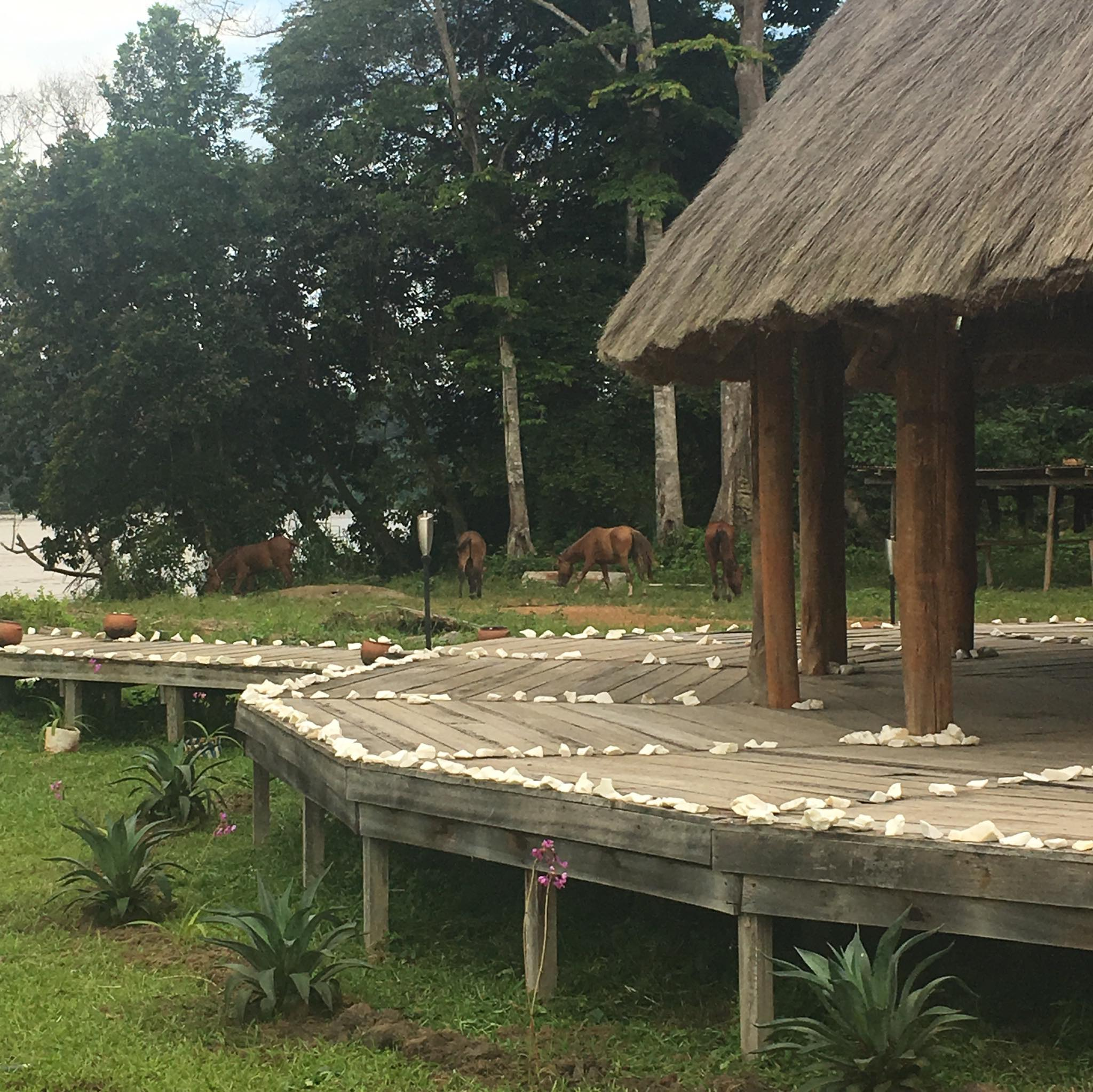
Chevaux près des cabanes

## Personnalités liées à la communauté
- Corry Denguemo (1977-2023), chanteuse et autrice-compositrice camerounaise et centrafricaine.

### Filmographie
- Roundtrip Sangmelima, Djoum, Oveng (Cameroon), court-métrage documentaire de M. C. W. Keijman, 10 min 03 s, mis en ligne le 13 mars 2013